# Planodema peraffinis
Planodema peraffinis är en skalbaggsart som beskrevs av Stefan von Breuning 1970. Planodema peraffinis ingår i släktet Planodema och familjen långhorningar. Inga underarter finns listade i Catalogue of Life.